# Jeux
Jeux is balletmuziek gecomponeerd door Claude Debussy.

## Geschiedenis
Jeux, dat spelen of spelerijen betekent is geschreven voor het balletgezelschap Ballets Russes van Serge Diaghilev. De choreograaf was Vaslav Nijinsky; uitvoerenden Nijinsky, Tamara Karsavina en Ludmilla Scholar. Het ballet kende geen goede start. Het aangeleverde scenario (zie hieronder) beviel Debussy aanvankelijk niet; hij ging pas akkoord toen Nijinsky zijn honorarium verdubbelde. Debussy deed er niet erg lang over om het werk op papier te zetten; binnen drie weken was het klaar. De première o.l.v. Pierre Monteux op 15 mei 1913 in Théâtre du Châtelet was niet erg succesvol, en werd bovendien al snel overschaduwd door het schandaal van de première, precies 2 weken later, van een van de bekendste balletten uit de 20e eeuw; op 29 mei 1913 ging in hetzelfde theater en onder leiding van dezelfde dirigent Le Sacre du printemps in première.
Volgens Nijinsky was de eerste opzet van Debussy een ballet voor drie homo's, echter dat ging niet door. Het uiteindelijke ballet is geschreven rond de situatie één tennisbal, een man en twee vrouwen. Op een tennisveld raakt tijdens schemering een tennisbal buiten de baan en een man en twee vrouwen gaan op zoek. De zoektocht mondt uit in een aantal kinderspelen zoals verstoppertje. Er ontstaat een zwoele sfeer in het schermachtige licht, mede geholpen door de elektrische verlichting (in ogenschouw nemen 1913). Er is een dreigende amoureuze situatie, deze wordt echter verbroken door een onbekende die een tweede tennisbal in de scène werpt. De betovering is verbroken; de man en vrouwen verlaten de omgeving; ze verdwijnen in de omliggende struiken en bossen.

## Muziek
Jeux is een eendelig werk, dat in eerste opzet noch kop noch staart had; het rolde uit zoals Debussy vaker werken schreef. Het balletgezelschap wilde een kop en staart aan het werk en zo smeedde Debussy het thema uit het begin aan het eind vast, zonder dat dat trouwens opvalt. De muziek is zeer licht van klank. Uiteraard moest er op gedanst worden, maar in de muziek (en het ballet) zit ook een dans, een wals. De muziek doet enigszins denken aan La Valse van Maurice Ravel; de muziek van Debussy blijft idyllisch, die van Ravel ontspoort (danser danst zich dood).

### Orkestratie
- 2 piccolo's, 2 dwarsfluiten, 2 hobo's, 2 klarinetten, basklarinet, 3 fagotten, sarrusofoon
- 4 hoorns, 3 trompetten, 3 trombones, 1 tuba
- pauken, triangel, xylofoon, bekkens, celesta, harp
- violen, altviolen, celli, contrabassen.

Er zijn ook transcripties van het werk bekend voor één of twee piano’s.

## Discografie
Er zijn redelijk wat opnamen van dit werk:
- Uitgave DG: Pierre Boulez met The Cleveland Orchestra
- Uitgave Decca Records: Ernest Ansermet met L'Orchestre de la Suisse Romande
- Uitgave Philips : Bernard Haitink met het Koninklijk Concertgebouworkest
- Uitgave Decca: Charles Dutoit met het Orchestre Symphonique de Montréal
- Uitgave Hallé: Mark Elder met het Hallé Orchestra